# 秋葉台 (大津市)
秋葉台（あきばだい）は、滋賀県大津市にある地名。丁番を持たない単独町名である。

## 地理
大津市の南西部に位置し、東に中庄、西に膳所池ノ内町と膳所平尾町、南に富士見台、北に湖城が丘と接している。

## 歴史
- 1967年（昭和42年）4月1日 - 膳所池ノ内町、膳所平尾町、膳所雲雀丘町の各一部を分離し、秋葉台を新設設置[1]。
- 1968年（昭和43年）8月5日 - 秋葉台の一部を分離し、富士見台に編入[1]。

## 世帯数と人口
2019年（平成31年）4月1日現在の世帯数と人口は以下の通りである。
| 町丁   | 世帯数    | 人口    |
| ------ | --------- | ------- |
| 秋葉台 | 1,040世帯 | 2,662人 |

### 人口の変遷
国勢調査による人口の推移。
| 1995年（平成7年）  | 2,040人 | [ 6 ]  |  |
| 2000年（平成12年） | 2,292人 | [ 7 ]  |  |
| 2005年（平成17年） | 2,292人 | [ 8 ]  |  |
| 2010年（平成22年） | 2,670人 | [ 9 ]  |  |
| 2015年（平成27年） | 2,693人 | [ 10 ] |  |

### 世帯数の変遷
国勢調査による世帯数の推移。
| 1995年（平成7年）  | 658世帯 | [ 6 ]  |  |
| 2000年（平成12年） | 738世帯 | [ 7 ]  |  |
| 2005年（平成17年） | 738世帯 | [ 8 ]  |  |
| 2010年（平成22年） | 902世帯 | [ 9 ]  |  |
| 2015年（平成27年） | 954世帯 | [ 10 ] |  |

## 学区
市立小・中学校に通う場合、学区は以下の通りとなる。
| 番・番地等                       | 小学校               | 中学校               |
| -------------------------------- | -------------------- | -------------------- |
| 1～6番 28番 29番50号以降 36番3号 | 大津市立膳所小学校   | 大津市立粟津中学校   |
| その他                           | 大津市立富士見小学校 | 大津市立北大路中学校 |

## 交通
- 国道1号

## 施設
- 茶臼山公園
  - 茶臼山古墳
- 大津警察署 富士見交番

## その他

### 日本郵便
- 郵便番号 : 520-0822[4]（集配局：大津中央郵便局[12]）。